# Марк I (епископ Византийский)
Епископ Марк I (греч. Επίσκοπος Μάρκος, ум. 211) - епископ Византийский, занимавший пост на протяжении тринадцати лет (198—211 гг.).
Епископ Марк I известен благодаря спискам предстоятелей Константинопольской Православной Церкви I - начала IV веков.
В них, Марк I описывается как 17-й епископ Византии, после Андрея Первозванного, преемник епископа Олимпиана и предшественник епископа Кириака I. В списке Псевдо-Дорофея указано, что Марк I занимал кафедру 13 лет. Те же сведения присутствуют в списке святого Никифора I и в списке историка Никифора Каллиста Ксанфопула, без уточнения дат епископства.
Марк I занимал пост в период гражданской войны в Римской империи. Византия оказалась в центре боевых действий, развернутых императором Септимием Севером и Песценнием Нигером.
В конце II века, город подвергся осаде, а затем был разграблен. Сведений о судьбе христиан в Византии в это время нет.